# Intel Galileo

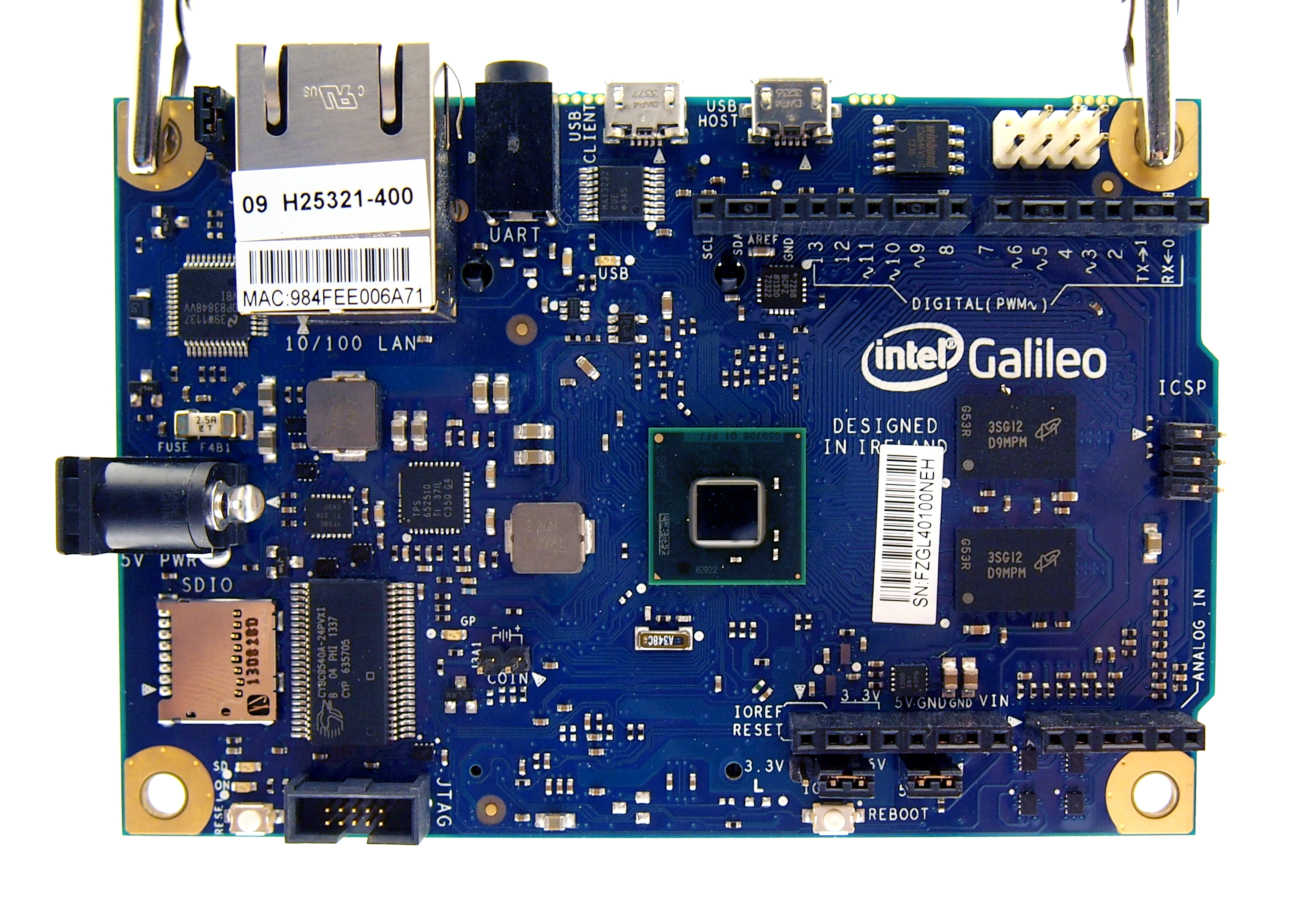
Vývojová deska Intel Galileo na konferenci Embeded World 2014

Intel Galileo je v informatice název jednodeskového počítače založeného na platformě mikroprocesoru x86. Je navržen jak pro vývojáře tak k výuce výpočetní techniky. Stal se prvním zařízením od firmy Intel, které je hardwarově i softwarově kompatibilní s jednodeskovými počítači Arduino, na což získalo certifikaci. Proto lze k počítači Intel Galileo používat doplňky určené pro počítač Arduino (tzv. „štíty“, anglicky shield) a též využívat vývojové prostředí Arduina i jeho knihovny. Vývojová deska běží na operačním systému Linux. Může být programován pomocí operačních systémů macOS, Windows a Linux.
Na začátku roku 2016 stojí deska 1. generace kolem 2200 Kč a deska 2. generace 2700 Kč.

## Hardware
Intel Galileo disponuje procesorem Intel Quark SoC X1000, jenž je prvním produktem Intel Quark technologie řadící se do rodiny nízkoodběrových produktů. Intel Quark představuje pokus Intelu prosadit se na trhu IoT (Internetu věcí) a wearable (nositelná elektronika).
Deska je napájena napětím 5V a programuje se pomocí micro USB kabelu.
Intel Galileo nabízí:
- 14 I/O pinů, ze kterých může být 6 použito jako PWM
  - Každý z těchto 14 pinů může být nastaven jako vstup nebo výstup.
  - Pracují s napětím 3,3V a 5V. Každý pin může poskytnout maximálně 10 mA nebo přijmout maximálně 25 mA. Dále mají interní pull-up rezistory, které jsou ve výchozím nastavení jsou odpojené a mají hodnotu 5.6 kΩ až 10 kΩ.
- 6 analogových vstupů realizovaných pomocí AD7298 A/D převodníku
  - Každý z těchto 6 vstupů, označených A0 až A5, poskytuje 12bitové rozlišení (tj. 4096 různých hodnot). Vstupní signál je v rozmezí 0V až 5V.
- I2C sběrnice, TWI: SDA a SCL piny, které jsou blízké AREF pinu.
  - TWI: A4 nebo SDA pin a A5 nebo SCL pin. Podporují TWI komunikaci pomocí knihovny.
- SPI
  - Výchozí hodnota je 4 MHz pro podporu s Arduino štíty. Programovatelný do 25 MHz.
  - Poznámka: Zatímco Galileo má nativní SPI řadič, tak se bude chovat jako master a ne jako SPI slave. Proto nemůže být Galileo SPI slavem jinému SPI masteru.
- UART (sériový port): Programovatelný rychlý UART port (digitální piny 0 (Rx) a 1 (Tx))
- ICSP (SPI): 6 pinový programovací konektor. Je umístěn tak, aby šel zasunout do štítů. Tyto piny podporují SPI komunikaci pomocí SPI knihoven.
- VIN: Vstupní napájecí piny desky pro externí zdroj. Jako napájení musí být použit stabilizovaný 5V zdroj, v případě vyššího napětí hrozí poškození celé desky.
- 5V výstupní pin: Tento pin dodává 5V z externího zdroje nebo USB konektoru. Maximální odebíraný proud je 800 mA.
- 3,3V výstupní pin: 3,3V dodávaných pomocí vnitřního regulátoru. Maximální odebíraný proud je 800 mA.
- GND: piny uzemnění (-)